# Mark de Vries (doelman)
Mark de Vries (Velsen, 6 mei 1987) is een Nederlands  voormalig betaald voetballer die speelde als doelman.
De Vries begon in de jeugd van Stormvogels uit IJmuiden waar hij al vroeg begon met keepen. Hij kwam in het seizoen 2008-2009 uit voor de eerste divisieclub Telstar waar hij reservekeeper was. Hij speelde vier wedstrijden voor Telstar maar daarna kreeg hij geen contract meer. Van 2009 tot 2016 heeft hij gespeeld als eerste keeper bij FC Lisse. Sinds 2016 speelt De Vries bij VV Katwijk in de Tweede Divisie.